# Liste des partis politiques en Italie
Les partis politiques italiens étaient[Quand ?] organisés en deux coalitions politiques dominantes[Lesquelles ?] de centre gauche et de centre droite. Nombreux[évasif] sont les partis actuellement[Quand ?] actifs dans la vie politique italienne. Un certain nombre[évasif] de petits partis[évasif] déclarent ne faire partie d'aucune coalition ; le seul ayant une représentation parlementaire significative est le Mouvement 5 étoiles[Quoi ?], qui a obtenu 25,55 % des voix aux élections générales italiennes de 2013. Depuis ces élections, une autre coalition, Avec Monti pour l'Italie, a obtenu plus de 10 % des voix et une représentation parlementaire plutôt consistante. À partir de 2008, la gauche historique (comme le Parti de la refondation communiste et les Verts) n'avait plus aucune représentation au Parlement. Toutefois, Gauche, écologie et liberté a fait son retour au Parlement en 2013. Lors des élections générales italiennes de 2013, le bipolarisme a disparu pour aboutir à un parlement minoritaire sans majorité de gouvernement.

## Histoire des partis en Italie

### Origines
En Italie, on peut parler de partis politiques modernes à partir de 1892 quand est fondé le Parti socialiste italien. Avant cette période, les principaux rassemblements politiques du pays, la Droite historique et la Gauche historique, n'étaient pas des rassemblements politiques pouvant être classés comme des partis mais comme simples cartels de notables, chacun avec un fief électoral propre qui se réunissaient en groupes selon leurs idées.
En revanche, le Parti socialiste italien se préfigure depuis ses débuts comme parti de masse, la forme de parti qui sera prédominante pour tout le XXe siècle, et est suivi quelques années après par les mouvements politiques catholiques, d'abord la Démocratie chrétienne de Romolo Murri, ensuite avec le Parti populaire italien fondé par Luigi Sturzo en 1919. Ce n'est pas par hasard que ces deux partis obtinrent de notables succès électoraux jusqu'à l'avènement du fascisme, contribuant de façon déterminante à la chute de l'ancienne classe dirigeante libérale qui n'avait pas été capable de se constituer dans une forme de parti capable d'affronter les nouveaux défis de la société.

### «Première République» (1945-1994)
Après la Seconde Guerre mondiale, le parti de masse par excellence sera le Parti communiste italien et c'est une des particularités du système politique italien. Au moment de sa fondation en 1921, le PCI n'était pas différent des autres partis communistes européens, beaucoup plus petits par rapport aux frères socialistes ou sociaux-démocrates et dépourvus d'un ancrage effectif dans les masses populaires et le prolétariat. Le rôle essentiel joué par le mouvement communiste dans la Résistance a permis au PCI de prendre la place du Parti socialiste italien comme représentant de la classe ouvrière et de devenir durablement, après 1948, le second parti italien et le premier de la gauche. 
Cela a fortement conditionné le système politique italien alors que dans les autres pays européens, la présence de partis socialistes, sociaux-démocrates ou travaillistes (dans tous les cas sans lien avec l'Union soviétique) permettait l'alternance des gouvernements ; en Italie les préjugés anticommunistes rendaient une telle alternance impossible. Cela explique la permanence ininterrompue au pouvoir pendant 45 ans de la Démocratie chrétienne, le parti né des cendres du PPI de Sturzo. Toutefois la DC, à partir de 1953, n'a jamais eu assez de voix pour gouverner seule le pays à cause du système électoral italien intégralement proportionnel. Cela explique le considérable poids qu'ont eu avant 1992 les petits partis laïques (Parti libéral italien, Parti social-démocrate italien, Parti républicain italien), nécessaires pour former des majorités parlementaires.
La nécessité d'accords continus entre les partis a porté à une « partitocratie », c’est-à-dire la monopolisation par les partis de tous les noyaux de l'administration publique, avec les inévitables conséquences que sont la corruption, le népotisme, l'immobilisme, le clientélisme, etc. Cela s'ajoutant à la crise des idéologies et la fin de la guerre froide, a porté à une perte générale de crédibilité des partis, commencée pendant les années 1980 avec la chute progressive mais inexorable des voix du PCI et de la DC, achevée lors de l'enquête Mains Propres (opération Mains propres) en 1992. À cela il faut ajouter la détérioration du parti de masse, désormais dépassé : ce n'est pas un hasard si après la disparition du PCI, de la DC, du PSI et des partis laïques, les nouvelles forces politiques seront des mouvements personnels comme Forza Italia créée en 1994 par l'homme d'affaires Silvio Berlusconi ou des partis de contestation comme la Ligue du Nord d'Umberto Bossi.

### «Deuxième République» (depuis 1994)
Il est nécessaire de rappeler l'évolution de la Démocratie chrétienne en Parti populaire italien, du néofasciste Mouvement social italien – Droite nationale en Alliance nationale et la transformation vers la social-démocratie du PCI en Parti démocrate de la gauche, ainsi que la naissance du nouveau parti politique Forza Italia, dirigé par l'entrepreneur Silvio Berlusconi. Il faut surtout rappeler qu'après la chute de la Première République, les partis italiens se sont montrés incapables de se rénover. Les dirigeants sont souvent les mêmes qu'avant et même les nouveaux dirigeants continuent de recourir aux anciennes pratiques.
Nombreux sont ceux qui prétendent que le grand nombre de partis de la Première République était dû au système entièrement proportionnel et il a ainsi été demandé de le remplacer par un système majoritaire. Cela n'a été réalisé que partiellement puisqu'on a promulgué un système mixte majoritaire à 75 % des sièges et proportionnel à 25 % (dit Mattarellum, jeu de mots entre fou et le nom du rapporteur du projet de loi). Toutefois, très rapidement il a été clair qu'avec un système comme celui de l'Italie avec de nombreux partis à fort ancrage régional et sans grande force politique comparable aux grands partis européens, le système majoritaire n'a fait qu'empirer les choses. En effet, ce système pousse les partis à se réunir en coalitions dans lesquelles les petits partis sont en position de demander un nombre important de sièges en échange de leur soutien. Même la dernière réforme électorale de 2005 (qui restaure la proportionnelle mais avec une prime de majorité) confère un grand pouvoir à la classe dirigeante et empêche un ancrage profond de celle-ci dans la société civile.

#### Principaux partis de 2006 à 2008
Ce sont les partis politiques majeurs qui étaient présents au Parlement de la République italienne  depuis les élections d'avril 2006. Le pourcentage indiqué est celui des voix aux élections à la Chambre des députés.
- L'Union, coalition politique de centre gauche : réunit les partis allant du centrisme à ceux de la gauche radicale avec une composante sociale-démocrate et réformiste centrée sur L'Olivier. Son chef est Romano Prodi, déjà président du conseil des ministres de 1996 à 1998 et ensuite depuis 2006. Sa composante principale, l'Olivier, se transforme peu à peu en Parti démocrate qui devrait voir le jour à l'automne 2007.
  - L'Olivier : fédération de trois partis de gauche, c'est la principale force de la coalition (62,9 % à peu près). Il a pour ambition de devenir un véritable parti en fusionnant ses composantes pour former une grande force de gauche, le Parti démocrate. 31,3 %
    - Démocrates de gauche : parti social-démocrate, successeur du Parti démocrate de la gauche, lui-même descendant officiel du PCI. C'est le fondateur et la principale composante de L'Olivier. Ses dirigeants sont Romano Prodi,  président du conseil et Massimo D'Alema, président du parti.
    - La Marguerite : parti démocrate-chrétien, descendant de l'aile gauche de la démocratie chrétienne. Deuxième parti de la gauche (presque à égalité avec les DS en 2001), il a accepté l'intégration dans L'Olivier. Son président est Francesco Rutelli.
    - Mouvement des républicains européens : parti européiste et républicain né en 2001 d'une scission de la majorité du Parti républicain italien, dont les dirigeants minoritaires souhaitaient s'allier à la Maison des libertés. C'est un parti minoritaire de L'Olivier. Sa fondatrice est Luciana Sbarbati.
    - Parti social-démocrate italien : petit parti social-démocrate issu des SDI.

  - Parti de la refondation communiste : Parti communiste de Gauche radicale fondé en 1991 par les communistes qui refusaient le tournant social-démocrate pris par le PCI lorsqu'il se transforma en Parti démocrate de la gauche (puis Démocrates de gauche). Son chef est Fausto Bertinotti. 5,8 %
  - La Rose au poing : Coalition entre les sociaux-libéraux et les radicaux. À la suite de résultats particulièrement décevants (18 députés mais aucun sénateur), la coalition électorale ne se transforme plus en parti, mais tente, pour une part, de refonder un Parti socialiste autonome, en reprenant le nom du Parti socialiste. 2,6 %
    - Socialistes démocrates italiens : composante sociale-libérale de la Rose au poing. Il descend à la fois du PSI et du PSDI. Avant de rejoindre la coalition, il faisait partie de L'Olivier. Son chef est Enrico Boselli et il forme l'ossature du recréé Parti socialiste.
    - Radicaux italiens : composante radicale de la Rose au poing, descendant du Parti radical italien. Ses dirigeants sont Marco Pannella et Emma Bonino.

  - Parti des communistes italiens : Parti communiste dissident de la Refondation communiste fondé en 1998 par la minorité qui refusait de voter la motion de censure contre le gouvernement Prodi I. Son secrétaire général est Oliviero Diliberto. 2,3 %
  - Italie des valeurs, parti centriste fondé en 1998 par le magistrat Antonio Di Pietro, qui a dirigé l'affaire mains propres. Son idéologie se fonde sur les valeurs de l'honneteté, la légalité et la justice. 2,3 %
  - Fédération des Verts : parti écologiste de gauche et pacifiste. Son président est Alfonso Pecoraro Scanio. 2,1 %
  - Union des démocrates pour l'Europe : parti centriste, populaire, démocrate chrétien et européiste. Son chef est Clemente Mastella. 1,4 %

- La Maison des libertés, coalition politique de centre droit et de droite : réunit les partis allant d'une partie de la Démocratie chrétienne à la droite conservatrice avec une préférence pour le libéralisme. Son chef est Silvio Berlusconi, déjà président du conseil des ministres en 1994 et ensuite de 2001 à 2006.
  - Forza Italia : parti libéral de droite créé de toutes pièces par Silvio Berlusconi (qui fut président du conseil) en 1993 et qui remportera les élections quelques mois plus tard avec sa coalition Le pole des libertés-Le pole du bon gouvernement en 1994. En 2001, il fonde la Maison des libertés, coalition dans laquelle son parti est largement majoritaire (environ 47,7 % de la coalition). 23,7 %
  - Alliance nationale : parti conservateur et nationaliste aux origines néofascistes succédant en 1995 au Mouvement social italien – Droite nationale (se réclamant du fascisme, contrairement à l'AN). Ce parti possède une part non négligeable dans la coalition (24,7 %). Son chef est Gianfranco Fini. 12,3 %
  - Union des démocrates chrétiens et du centre : autre parti démocrate-chrétien de centre droit, né en 2002 de la fusion de trois partis : le Centre chrétien-démocrate, les Chrétiens démocrates unis et la Démocratie européenne. Son chef est Pier Ferdinando Casini. En 2007, l'UDC a pris ses distances avec la Maison des libertés avec une motion ambiguë lors de son IIIe Congrès. En 2008, elle quitte ses partenaires depuis 14 ans pour devenir « indépendante ». 6,8 %
  - Ligue du Nord : parti fédéraliste fondé en 1991 revendiquant l'autonomie de l'Italie du Nord, rallié à la Maison des libertés en 2001, après avoir fait tomber le gouvernement Berlusconi I fin 1994. Son chef est Umberto Bossi. 4,6 %
  - DCA-Nouveau PSI : liste commune de ces deux partis. 0,7 %
    - Nouveau PSI : parti social-démocrate de droite allié à la Maison des libertés fondé en 2001 par des descendants du PSI. Il a subi en 2006 la scission des partisans de Bobo Craxi qui ont fondé Les Socialistes, alliés à l'Union. Il déclare ne plus appartenir à la coalition de droite et vouloir rejoindre un nouveau Parti socialiste autonome (congrès en 2007).
    - Démocratie chrétienne pour les autonomies : parti démocrate-chrétien de centre droit, descendant de l'aile droite de la démocratie chrétienne fondé en 2005. Son chef est Gianfranco Rotondi.

#### Partis politiques et coalitions en 2008
Le système partisan italien a été profondément remanié lors des élections générales italiennes de 2008. Pour les coalitions entre partis, il est nécessaire de dépasser 10 % à la Chambre et 20 % au Sénat pour être représentés au Parlement. Il n'y a que deux coalitions en ce cas en 2008 qui soutiennent chacune un candidat au poste de Président du Conseil (respectivement Silvio Berlusconi et Walter Veltroni) :
- Le Peuple de la liberté qui en février 2008 voit la réunion de Forza Italia et de l'Alliance nationale en un parti unique, allié à la Ligue du Nord (en Padanie) et au Mouvement pour les autonomies (dans le Mezzogiorno).
- Le Parti démocrate, allié aux Radicaux italiens (listes et groupes uniques) et à l'Italie des valeurs (listes et groupes séparés).

Sans se constituer en coalitions proprement dites, certains partis, sans fusionner entre eux, se sont constitués en alliances électorales avec un symbole électoral unique en vue de ces élections. Du point de vue électoral, ils sont donc considérés comme des partis concourant seuls. Ce sont :
- l'Union de centre, constituée autour de l'Union des démocrates chrétiens et du centre (UDC) et de la Rose pour l'Italie autour de la personnalité de Pier Ferdinando Casini ;
- La Gauche - l'Arc-en-ciel qui rassemble quatre partis de gauche et des Verts :
  - Parti de la refondation communiste (PRC, communiste, dirigé par Franco Giordano)
  - Parti des communistes italiens (PdCI, communistes, dirigé par Oliviero Diliberto)
  - Fédération des Verts (écologistes, dirigée par Alfonso Pecoraro Scanio, ancien ministre de l'environnement)
  - Gauche démocrate (SD, socialistes, dirigée par Fabio Mussi, ancien ministre de l'université et de la recherche)

Aucun des partis suivants n'a de parlementaires nationaux, en ayant obtenu de près de 100 000 à plus de 880 000 à voix :
- La Droite, alliée sur des listes communes avec la Flamme tricolore, (ceux qui ont refusé l'alliance de l'Alliance nationale avec Forza Italia) (884 961 voix)
- Le Parti socialiste, recréé en 2007 (355 581 voix)
- Le Parti communiste des travailleurs (208 394 voix)
- La Gauche critique (167 673 voix)
- une association de défense de la vie « Avortement? Non, merci » (Giuliano Ferrara) (135 578 voix)
- Pour le bien commun (119 420 voix)
- Forza Nuova (108 837 voix)
- Le Parti libéral italien (103 760 voix)
- L'Union démocrate pour les consommateurs (91 486 voix).

N'apparaissent pas les partis suivants qui étaient insérés avec quelques personnalités sur les listes des grands partis :
- avec le Peuple de la liberté : la Démocratie chrétienne pour les autonomies, les Populaires libéraux, les Libéraux-démocrates, l'Action sociale, le Parti des retraités, le Parti républicain italien et Fortza Paris ; la Démocratie chrétienne (DC), recréée sous son nom d'origine, a aussi rejoint cette coalition mais n'a pas pu se présenter aux élections en raison du refus, tardivement annulé, d'autoriser le symbole traditionnel de la DC.
- l'UDEUR de Clemente Mastella, principaux responsables de la chute du gouvernement de Romano Prodi, qui ne se sont représentés aux élections du Parlement.

#### Partis politiques et coalitions en 2013
Lors des élections générales italiennes de 2013, les partis se réorganisent désormais autour de trois coalitions et d'un mouvement politique nouveau, né en 2009 et qui a recueilli environ un quart des voix, le Mouvement 5 étoiles, ce qui entraîne un parlement minoritaire au Sénat.
- Italie. Bien commun, composée des listes du Parti démocrate, de Gauche, écologie et liberté et du Centre démocrate a recueilli un tiers des voix, sur le slogan « L'Italie juste ». Le Parti socialiste italien a présenté ses candidats à l'intérieur du Parti démocrate;
- Le Peuple de la liberté toujours allié avec la Ligue du Nord et avec d'autres partis : Frères d'Italie - Centre-droit national, qui a pris la place des successeurs d'Alliance nationale, La Droite, le Parti des retraités, le Grande Sud, le Mouvement pour les autonomies, le Chantier populaire (PID et Action populaire) et autres partis mineurs;
- enfin la coalition Avec Monti pour l'Italie, située à environ 10 % des voix, qui comprend Choix civique pour l'Italie (la liste guidée par Mario Monti), l'Union de centre et Futur et liberté pour l'Italie.

Révolution civile, liste guidée par Antonio Ingroia (qui comprendait l'Italie des valeurs, le Parti de la refondation communiste, le Parti des communistes italiens et la Fédération des Verts), avec 2 % des voix, reste en dehors du Parlement.

#### Évolutions au cours de la17elégislature
- le Parti démocrate subit des scissions majeures avec Possibile et le Mouvement démocrate et progressiste ;
- Forza Italia perd près de la moitié de ses parlementaires avec la création notamment du Nouveau Centre-droit (NCD), de Conservateurs et réformistes (2015) et l'Alliance libéral-populaire-Autonomies notamment ;
- la Ligue du Nord décide de s'implanter en dehors de ses zones traditionnelles et enlève la mention Nord de son symbole électoral ;
- la Gauche italienne remplace SEL, mais subit dès sa création l'érosion due à la scission du MDP ;
- Choix civique pour l'Italie devient peau de chagrin mais conserve son nom déposé, au détriment de Civici e Innovatori qui en garde la plus grande part ;
- Au sein de Area Popolare, les nouveaux partis Alternative populaire et Centristes pour l'Europe sont les nouvelles dénominations de NCD et de UdC ;

#### Évolutions au cours de la18elégislature
- Le mouvement 5 étoiles a subi durant cette législature plusieurs scissions :
  - Italexit, fondé en 2020 par le sénateur eurosceptique Gianluigi Paragone ;
  - Alternativa (en), fondé en février 2021 comme groupe parlementaire, puis en novembre en tant que parti, par des parlementaires opposés à la participation au gouvernement Draghi ;
  - Ensemble pour le futur, fondé en tant que groupes parlementaires dans les deux chambres en juin 2022 par Luigi Di Maio, en conflit avec la direction du parti.

- Cambiamo, scission de Forza Italia fondée en 2019 par Giovanni Toti, élargi en 2021 en Coraggio Italia, présidé par le maire de Venise Luigi Brugnaro. En 2022, Italie au centre (en) de Toti s'en sépare.

- Italia Viva, fondé en 2019 par les partisans de Matteo Renzi après son départ du parti démocrate.

## Partis politiques actuels

### Partis principaux
- Frères d'Italie (Fratelli d'Italia)
- Parti démocrate (Partito democratico)
- Mouvement 5 étoiles (Movimento 5 stelle)
- Ligue (Lega)
- Forza Italia
- Italia Viva
- Action (Azione)
- Europe verte-Les Verts (Europa Verde – Verdi), qui succède à la Fédération des Verts (Federazione dei Verdi)
- Gauche italienne (Sinistra Italiana) qui succède à Gauche, écologie et liberté (Sinistra ecologia libertà)

### Autres partis
- +Europa, qui regroupe notamment les Radicaux italiens (Radicali italiani) et Forza Europa
- Alliance de centre (Alleanza di centro)
- Alternativa (en)
- Alternative populaire (Alternativa popolare) qui succède au Nouveau Centre-droit (Nuovo centrodestra)
- Articolo Uno
- CasaPound
- Centre démocrate (Centro democratico)
- Coraggio Italia
- Démocratie solidaire (Democrazia solidale)
- Fare!
- Fédération des libéraux (Federazione dei liberali)
- Forza Nuova
- Green Italia
- Italexit
- Italie au centre (en)
- Italie des valeurs (Italia dei valori)
- Italie en commun (Italia in comune)
- Libéraux-démocrates (Liberal Democratici)
- Lega Sud Ausonia
- Mouvement pour les autonomies (Movimento per le autonomie)
- Mouvement social flamme tricolore (Movimento sociale fiamma tricolore)
- Nous avec l'Italie (Noi con l'Italia)
- Nouveau PSI (Nuovo PSI)
- Parti communiste des travailleurs (Partito comunista dei lavoratori)
- Parti de la refondation communiste (Partito della rifondazione comunista)
- Parti communiste italien (Partito Comunista Italiano)
- Parti des retraités (Partito pensionati)
- Parti du Sud (Partito del Sud)
- Parti libéral italien (Partito liberale italiano)
- Parti marxiste-léniniste italien (Partito marxista-leninista italiano)
- Parti républicain italien (Partito repubblicano italiano)
- Parti socialiste italien (Partito socialista italiano)
- Populaires pour l'Italie (Popolari per l'Italia)
- Pouvoir au peuple (Potere al popolo)
- Réformistes italiens (Riformisti italiani)
- Sociaux-démocrates (Socialdemocratici)
- Union de centre (Unione di centro) qui fait face à la scission des Centristes pour l'Europe (Centristi per l'Europa)

#### Italie unie
Italia Unita est une organisation politique en développement, le projet a débuté le 13 mai 2022. Parmi les premiers objectifs figure la récupération de la souveraineté nationale en quittant l'Union européenne et l'OTAN.
À l'instar de Russie Unie en Fédération de Russie, nous entendons favoriser les travailleurs indépendants, les freelances et les PME par une exonération fiscale et une débureaucratisation décisives. De même, nous entendons résoudre le problème de la baisse de la natalité en soutenant adéquatement les familles italiennes. https://italiaunitacloud.wordpress.com/chi-siamo/ Tout cela sans compromettre la justice sociale grâce à de nouveaux programmes de logement social, de santé et d'éducation publique.

### Partis régionalistes

#### Vallée d'Aoste
- Union valdôtaine
- Union valdôtaine progressiste
- Autonomie Liberté Participation Écologie
- Stella Alpina
- Fédération autonomiste

#### Piémont
- Modérés (Moderati)
- Verts verts (Verdi verdi)

#### Frioul-Vénétie Julienne
- Union slovène (Slovenska Skupnost)

#### Vénétie
- Projet Nord-Est (Progetto NordEst)
- Ligue vénète République (Liga Veneta Repubblica)

#### Province de Trente
- Union pour le Trentin (Unione per il Trentino)
- Union autonomiste ladine (Union autonomista ladina)
- Parti autonomiste tridentin et tyrolien (Partito autonomista trentino tirolese)

#### Province de Bolzano
- Südtiroler Volkspartei (Südtiroler Volkspartei)
- Union pour le Tyrol du Sud (Union für Südtirol)
- Unitalia
- Süd-Tiroler Freiheit (Süd-Tiroler Freiheit)
- Die Freiheitlichen (Die Freiheitlichen)
- Les Verts du Haut-Adige (Verdi del Sudtirolo)
- Ladins Dolomites
- Le Haut-Adige dans le cœur (L'Alto Adige nel cuore)

#### Campanie
- Autonomie Sud - Nous pour le Sud (Autonomia Sud - Noi per il Sud)

#### Basilicate
- Populaires unis (Popolari uniti)

#### Puglia
- La Puglia tout d'abord (La Puglia prima di tutto)
- Ligue d'action du sud (Lega d'azione meridionale)
- Io Sud

#### Sicile
- Le mégaphone - Liste Crocetta (Il megafono - Lista Crocetta)
- Parti des siciliens (Partito dei siciliani)
- Mouvement pour l'indépendance de la Sicile (Movimento per l'indipendenza della Sicilia)

#### Sardaigne
- Parti sarde d'action (Partito sardo d'azione)
- Réformateurs sardes (Riformatori sardi)
- Union démocratique sarde (Unione democratica sarda)
- Sardigna Natzione Indipendentzia
- Fortza Paris
- Indipendèntzia Repùbrica de Sardigna

### Associations d'émigrés à l'étranger
- Mouvement associatif des Italiens à l'étranger (Mouvement associativo degli italiani all'estero)
- Union sud-américaine des émigrés italiens (Unione sudamericana emigrati italiani)

## Partis historiques du royaume d'Italie
- Association nationaliste italienne : fondé en 1910, elle rejoint le parti national fasciste en 1923.
- Parti communiste italien (PCI) : Parti communiste historique, fondé en 1921 comme Parti communiste d'Italie, il adopte ce nom en 1926.
- Parti agraire (PA) : petit parti agrarien fondé en 1920.
- Parti économique (PE) : petit parti conservateur fondé en 1919.
- Parti libéral italien (PLI) : fondé en 1922, il est héritier de la Droite historique de Cavour.
- Radicaux italiens : parti issu de la gauche historique en 1877, il est créé en 1905. Il rejoint en 1922 le Parti démocrate social italien. Le Parti démocrate du travail (1943-1948) en est l'héritier après la chute de Mussolini.
- Parti national fasciste (PNF) : fondé en 1919 à partir des faisceaux italiens de combat, il accède au pouvoir en 1922 et devient parti unique en 1924. À la chute de Mussolini, il se reconstitue dans la République de Salò comme Parti fasciste républicain jusqu'à la défaite de l'Allemagne nazie en 1945.
- Parti populaire italien (PPI) : parti démocrate-chrétien fondé en 1919.
- Parti républicain italien (PRI) : fondé en 1895 par les héritiers de Mazzini, il existe encore.
- Parti socialiste italien  (PSI) : plus ancien parti italien, fondé en 1892, il défendait les thèses du socialisme radical non-communiste.
- Parti socialiste réformiste italien (PSRI) : fondé en 1912 par une scission réformiste du PSI.

## Partis historiques de la Première République
- Démocratie chrétienne (DC) : parti centriste et chrétien-démocrate, fondé en 1943, héritier du PPI, il domine la scène politique de la Première République (parti de presque tous les présidents du conseil et dans tous les gouvernements). À la naissance de la seconde république, il s'est divisé entre une aile gauche (formant La Marguerite) et une aile droite (formant l'Union des démocrates chrétiens et du centre et d'autres partis mineurs).
- Mouvement social italien (MSI) : parti néofasciste et héritier du Parti national fasciste. En 1995, il s'est transformé en Alliance nationale, abandonnant l'idéologie fasciste.
- Parti communiste italien (PCI) : il occupa un rôle important dans l'histoire de la Première République. En 1991 il se transforma officiellement en Parti démocrate de la gauche puis en Démocrates de gauche (1998), abandonnant l'idéologie marxiste. Les opposants à ce tournant social-démocrate constituèrent le Parti de la refondation communiste.
- Parti libéral italien (PLI) : petit parti de centre droit allié à la DC (recréé en 2007).
- Parti radical : petit parti de centre gauche, il est fondé en 1955. Il existe encore sous le nom de Radicaux italiens.
- Parti républicain italien (PRI) : petit parti de centre gauche allié à la DC, qui existe encore.
- Parti socialiste italien  (PSI) : il accepta l'alliance avec le PCI en 1948 puis se rapprocha le la DC en 1962, donnant vie au gouvernement du centre gauche.
- Parti social-démocrate italien (PSDI) : parti social-démocrate issu d'une scission avec le PSI en 1947, de la part de ceux qui refusaient de s'allier avec le PCI. Il est dissous en 1998.
- Parti national monarchiste (PNM) : assez important pendant les années cinquante, particulièrement dans le Mezzogiorno ; en 1968 il s'est réuni au MSI.
- Démocratie prolétarienne (DP) : le plus important des partis issus du mouvement de l'extrême-gauche pendant les années soixante-dix.